# Herleva
Herleva, også kendt som Herleve, Arlette, Arletta Arlotte, og Harlette, ca. 1003 - ca. 1050 var en normannisk kvinde, der levede i 1000-tallet, der fik tre sønner; Vilhelm 1. af England, hvis far var Robert 1. af Normandiet, en uægte søn, Odo af Bayeux, og Robert, greve af Mortain, som Herluin de Conteville var far til. Alle tre blev prominente personer i Vilhelms rige.